# Cloruro de telurio(IV)

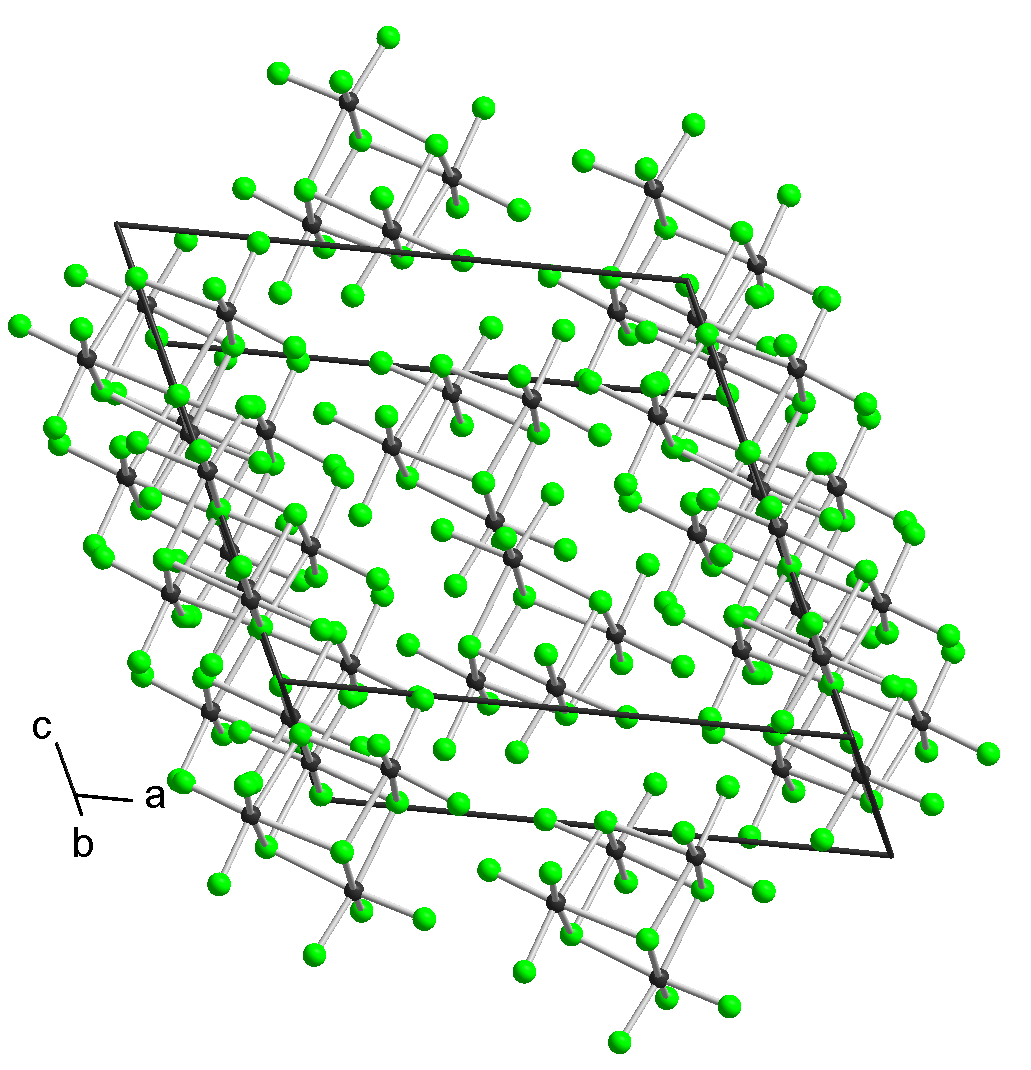
Estructura cristalina del tetracloruro de telurio

El cloruro de telurio(IV), también conocido como tetracloruro de telurio, es un compuesto químico. Su fórmula química es TeCl4. Contiene telurio en estado de oxidación +4. También contiene iones de cloruro. 

## Propiedades
El cloruro de telurio(IV) es un sólido de color amarillo pálido. Se derrite fácilmente en un líquido rojo. Se evapora fácilmente. Reacciona con el agua para producir dióxido de telurio y ácido clorhídrico. Es tóxico y corrosivo.

## Preparación
El cloruro de telurio(IV) se obtiene reaccionando el polvo de telurio y el cloro.

## Usos
Se utiliza en la fabricación de compuestos orgánicos.

## Color
Blanco a amarillo

## Punto de fusión y de ebullición
El Cloruro de telurio(IV) tiene como punto de fusión unos 224 °C, mientras tanto el punto de ebullición es de 380 °C